# كفر راعي
كفر راعي إحدى بلدات محافظة جنين، وتقع جنوب غرب مدينة جنين وتبعد عنها مسافة 23 كيلو متر.و إلى الشمال الشرقي من مدينة طولكرم.
قرر مجلس الوزراء الفلسطيني في 19 يناير 2016، فصل تجمع الرامة إداريًا عن بلدية كفر راعي، واستحداث مجلس قروي الرامة ليُدير شؤون القرية.

## الموقع والحدود
تتوسط كفرراعي تقريبا منطقة الشمال الفلسطيني  وتتبع لواء جنين وتقع في الجنوب الغربي لمدينة جنين وفي الشمال الشرقي من مدينة طولكرم  وتبعد حوالي 23 كم عن مدينة جنين  وتقع البلدة على أربعة جبال متوسطة الارتفاع  أعلاها 580 م عن سطح البحر بناء على المصادر من الخارطة الجوية للبلدة
الحدود
تحد أراضي البلدة    
من الشمال  يعبد والنزلة الشرقية
من الشرق فحمة وعرابة وعجة
من الجنوب الرامة والعطارة وبلعا
من الغرب قريتي صيدا وعلار والنزلات
وترتبط كفرراعي مع هذه القرى بطرق معبدة بالإضافة إلى طرق ترابية. وموقع  البلدة  مهم حيث تربط محافظتي جنين وطولكرم

## اصل التسمية
ن أصل تسمية البلدة بهذا الاسم “كَفرراعي” – وهي فتح الكاف وليس ضمها – وتعني المكان الخصيب المليء ببقايا الحصيد، وهو المكان المحبب لدى الرعاة لجعل مواشيهم تجتاح المنطقة فتأكل من الكلأ فتكفرها كفراً، أي تأكل بنهم وسرعة.
وقال البعض أن “الكَـفَـر” هو المكان الذي تجتمع فيه الأغنام وقت الظهيرة كي تستريح فتجثوا فيه، وتغطي أرضه بأجسادها، ولهذا السبب سميت كَـفرراعي بهذا الاسم.
وكذلك فإن “راعي” هو اسم فاعل بمعنى “كل من ولي أمر قوم”، وراعي الماشية حافظها.
يذكر في الأثر أنّه أثناء حصار الأمير بشير الشهابي لصانور عام 1830 عانت كفرراعي كثيراً من السلب والنهب الذي قام به بعض جنود الدولة، ولما أراد الناس صيانة أموالهم وممتلكاتهم وأنفسهم دارت رحى القتال بين الطرفين، فدخل الجند القرية وشرعوا بحرقها ونهبها، ولما شُغلوا بالنهب ارتد عليهم السكان فقتلوا منهم سبعة عشر رجلاً وأجلوهم عن القرية.

## المساحة
تبلغ مساحة أراضي كفر راعي 35.868 دونماً ويزرع في أراضيها الحبوب* والقطني والخضر* على اختلاف أنواعها. وتشغل أشجار الزيتون* بين الأشجار المثمرة أكبر مساحة منها، وتأتي بعدها أشجار اللوز والمشمش والتفاح والخوخ والتين والعنب*. وتعتمد الزراعة* على مياه الأمطار التي تهطل بكميات سنوية كافية. ويهتم السكان بتربية الدواجن والمواشي.

## عدد السكان
بلغ عدد سكان بلدة كفرراعي حوالي 7,276 نسمة وفقا لتعداد السكان عام 2007، أما عدد سكان البلدة في العام 2016 فيبلغ حوالي 9,153 نسمة وذلك حسب تقديرات الجهاز المركزي للإحصاء الفلسطيني، في حين يتوقع أن يصل عدد السكان إلى حوالي  17,448 نسمة في العام 2045 .
أما بالنسبة للجنس فقد أفادت بيانات مركز الإحصاء ان 50.3% من السكان ذكور بينما 49.7% من الإناث على مستوى كفر راعي، حيث تعتبر البلدة فتية من حيث التركيب الديمغرافي للسكان، فيما بلغت نسبة الأفراد في عمر أقل من 15 سنة 38.9% من مجموع السكان. أما نسبة السكان في سن العمل (15-64) فقد بلغت 55.7%، وكبار السن 5.4%.
أما عدد منازل بلدتنا كفرراعي فيزيد على 1350 منزل، ومعدل أفراد الأسرة 6 أفراد، وتبلغ عدد النساء من عدد السكان 50.5 %. ويبلغ عدد السكان الذين تزيد أعمارهم عن 18 سنة بنسبة 50%

## العائلات
وجد 10  عائلات في بلدتنا كفرراعي تربطهم أواصر الطيب، والمحبة المتمثلة في النسب والقرابة وهي:
حمولة حرز الله: اكبرها الشيخ إبراهيم ،  يحيى،  صبيح،  يعاقبه،  مرشد.
حمولة حسين:  ملحم،  ذياب، جوابره، الأطرش، صوالحه.

## المزروعات والمحاصيل
نتج 60 ألف شجرة كرز مزروعة في اراضي بلدة كفر راعي بمحافظة جنين، سنوياً بين 800 إلى 1200 طن من الكرز الأحمر والأخضر.
وتنظم البلدة مهرجان أطلق عليه «مهرجان الكرز الأول» بهدف مساعدة المزارعين على تسويق منتجاتهم، وترويج البلدة كمنتج لهذه الثمار، وتسليط الضوء على الكثير من المشاكل والعقبات التي تعترض المزارعين وأشجارهم.
قال رئيس بلدية كفر راعي صالح جوابرة إن البلدة تنتج 70-80% من إنتاج فلسطين من الكرز، داعياً وزارة الزراعة والجهات المعنية بالمساعدة في تسويق الفاكهة وفتح أسواق خارجية.
وتشتهر البلده أيضا بزراعه
- الزيتون
- اللوزيات
- الحبوب [10]

## المناخ
دافئ رطب شتاء معتدل صيفا (مناخ البحر الابيض المتوسط)

## التعليم
وجد في البلدة ست مدارس ثلاثة للذكور، وثلاثة للإناث، وهي:
1. مدرسة ذكور كفرراعي الثانوية
2.  مدرسة ذكور كفرراعي الأساسية
3. مدرسة ذكور كفرراعي الأساسية الجديدة
4. مدرسة بنات كفرراعي الثانوية
5. مدرسة بنات كفرراعي الأساسية
6. مدرسة بنات مسقط الأساسية
كما ويوجد في بلدتنا كفرراعي اثنتين من رياض الأطفال هما روضة الإسراء، وروضة النجاح الخاصة.

## الرياضة
يوجد في البلدة نادي رياضي، هو نادي كفرراعي الرياضي الذي تم تأسيسه في العام 1995م، والذي حقق العديد من الفوز والانجازات الرياضية. ورغم هذا الانجازات إلا أنه لا يوجد للنادي مقر له سواء للعب أو الاجتماعات، وهو بحاجة ماسة له، مع العلم أن النادي يملك رخصة من وزارة الشباب والرياضة الفلسطينية.
كما ويوجد جمعية نادي كفرراعي الرياضي وهو نادي ثقلفي رياضي اجتماعي كشفي.

## الجمعيات
1. جمعية كفرراعي للتنمية والثقافية الخيرية
2. جمعية كفرراعي للتوفير والتسليف
3. جمعية كفرراعي الزراعية التعاونية
4. جمعية كفرراعي الخيرية
5. جمعية كفرراعي الزراعية
6. جمعية كفرراعي الخيرية

## رابطة اهالي كفرراعي بالاردن
WWJ3+GG8، عمّان 